# Bärndorf (Gemeinde Zwentendorf)
Bärndorf ist eine Ortschaft und eine Katastralgemeinde der Marktgemeinde Zwentendorf an der Donau im Bezirk Tulln in Niederösterreich. Die Ortschaft hat 101 Einwohner (Stand 1. Jänner 2024).

## Geografie
Die Ortschaft befindet sich westlich von Zwentendorf an der Landesstraße L112 nahe der Donauau. Im Ort zweigt eine Straße nach Dürnrohr ab. Eine weitere führt nach Norden durch die Donauau und endet beim Kraftwerk Altenwörth.

## Geschichte
Die erste urkundliche Erwähnung erfolgte 1141.
Im Jahr 1822 wurde der Ort als Dorf mit 20 Häusern genannt, das nach Zwentendorf eingepfarrt war, wohin auch die Kinder eingeschult wurden. Die Herrschaft Gutenbrunn besaß die Ortsobrigkeit und übte die Landgerichtsbarkeit aus, die Herrschaft Zwentendorf besorgte die Konskription. Die Untertanen und Grundholde des Ortes gehörten den Herrschaften Gutenbrunn und Zwentendorf.
Laut Adressbuch von Österreich waren im Jahr 1938 in Bärndorf ein Gastwirt und zwei Landwirte mit Direktvertrieb ansässig.